# Ladyfest

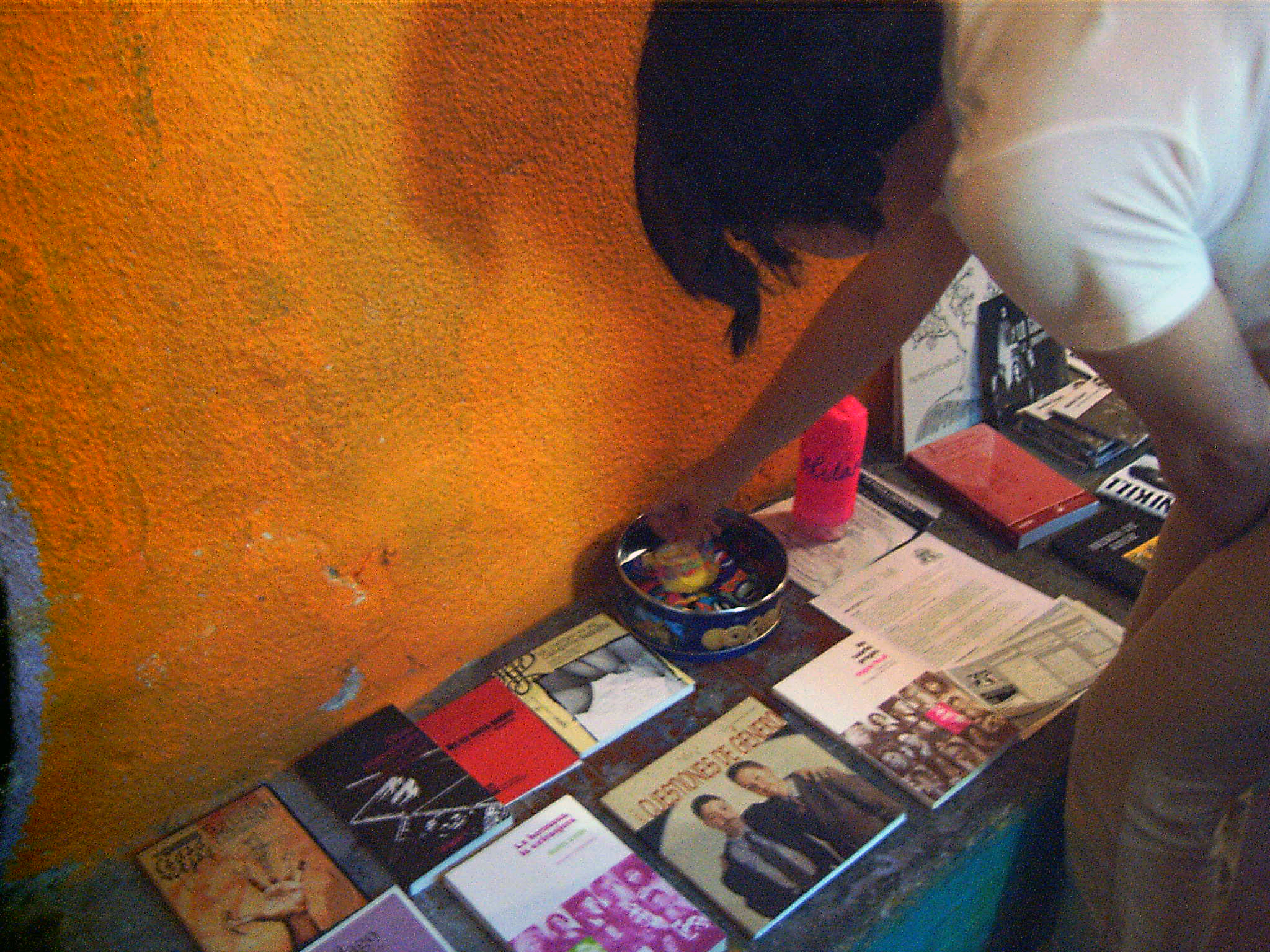
Exposición de fanzines durante un Ladyfest

Ladyfest es un festival feminista que se organiza bajo los criterios de autogestión y ética hazlo tú mismo o misma. El objetivo de Ladyfest es combatir las expresiones sexistas, homófobas, xenófobas y clasistas que según esta corriente están presentes en todos los niveles de la sociedad y crear alternativas al capitalismo y a las industrias culturales.  
Cualquier persona puede hacer su propio Ladyfest y las actividades pueden incluir conciertos, talleres, performances, exposiciones, fiestas y expresiones artísticas de todo tipo. El festival no tiene porque ser grande, ni pequeño, ni estrictamente musical: Ladyfest se construye a partir del colectivo que lo sustenta y le da forma, a nivel local e independiente de otros Ladyfests. La organización recae en un grupo de personas voluntarias que no cobran por sus tareas. Si tras cubrir los costes del festival hay un excedente de dinero, se destina para financiar futuros Ladyfests o apoyar otras iniciativas feministas.

## Historia
El primer Ladyfest tuvo lugar en Olympia, Washington, en agosto de 2000. Asistieron más de dos mil personas y entre las organizadoras estuvieron los grupos y músicas Sarah Dougher, Sleater-Kinney, Cat Power, Neko Case y Teresa Carmody. Todas ellas provenían del movimiento cultural, político y musical conocido como Riot Grrrl y, en la actualidad, mantiene su vinculación con este movimiento. El nombre de Ladyfest (literalmente, festival de señoras) es un guiño autoparódico de las organizadoras que "que ya no tenían 20 años, sino treinta y pico".
Desde entonces, estos eventos han sucedido en ciudades de todo el mundo como Ámsterdam, Atlanta, Bruselas, Berlín, Birmingham, Brighton, Bristol, Brooklyn, Cambridge, Columbus, Chicago, Cardiff, Dublín, Glasgow, Lansing, Londres, Los Ángeles, Madrid, Malmö, Melbourne, en Ciudad Juárez (México), Orlando, Ottawa, Filadelfia, San Francisco, San Diego, Sevilla, Texas, Toronto, Washington D. C., etc.

## Listado de Ladyfests celebrados en España
- 2005: Ladyfest Spain (Madrid)
- 2008: Ladyfest (Madrid)[4]
- 2009: Ladyfest Sur (Sevilla)
- 2010: Ladyfest Madriz (Madrid)[5]
- 2013: Ladyfest (Madrid)[6]
- 2013: Ladyfest (Granada)[7]
- 2013: Ladyfest Nafarroa (Navarra)[8]
- 2016: Ladyfest (Barcelona)[9]

## Listado de Ladyfests celebrados en América Latina
2007: Ladyfest Buenos Aires (Argentina)
2008, 2012, 2014: Ladyfest Bogotá (Colombia)
2009: Ladyfest Barranquilla (Colombia)
2015: Ladyfest Juárez (Ciudad Juárez, México)
2016: Ladyfest Managua (Nicaragua) 
2017: Ladyfest Managua Archivado el 3 de diciembre de 2017 en Wayback Machine. (Nicaragua)
2022: Ladyfest CDMX (Ciudad de México)